# Калинівка (Березнегуватська селищна громада)
Кали́нівка (МФА: [kɐˈɫɪɲiu̯kɐ] ( прослухати); в минулому — Аркалаївка) — село в Україні, у Березнегуватській селищній громаді Баштанського району Миколаївської області. Населення становить 105 осіб.